# Диво, яке ми зустріли
Диво, яке ми зустріли (кор. 우리가 만난 기적) — південнокорейський мелодраматично-фантастичний серіал що транслювався щопонеділка та щовівторка з 2 квітня по 29 травня 2018 року на телеканалі KBS2.

## Сюжет
В Сеулі мешкають два повних тезки Сон Хьон Чхолі, один банкір, а інший кухар. Крім однакового імені та прізвища, у них також однакова дата народження. Але крім цього вони не мають нічого спільного і до певного моменту навіть не підозрюють про існування один одного.
Сон Хьон Чхолю (Б) на придбання ресторану знадобився кредит, по який він звернувся в одне з відділень банку Шинхва, але при перевірці з'ясовується що декілька днів тому йому вже видали позику. Хьон Чхоль наполягає що це якийсь збій і він ніколи не отримував тих коштів, але йому не вірять та випроваджують з банку. Єдине що у цьому випадку здивувало працівників це те що проблемний клієнт має таке саме ім'я та народився в один день з їхнім керівником. Повернувшись до дому Хьон Чхоль (Б) збирає додаткові папери та вирішує наступного дня ще раз спробувати довести в банку що він не отримував позики. Але на шляху до банку він через хвилювання не впорався з керуванням та потрапив в автоаварію, отримавши до того ж незначні травми. У той же самий день в автівці Хьон Чхоля (А) відмовляють гальма, і він також потрапляє в аварію, отримавши при тому травми не сумісні з життям.
Янгол Ато отримує завдання забрати душу чоловіка на ім'я Сон Хьон Чхоль який потрапив в аварію. Перемістившись до лікарні він бачить у палаті Хьон Чхоля (Б) який зі смаком вечеряє. Перевіривши для певності дату народження він забирає душу Хьон Чхоля який незабаром давиться їжею та помирає. Через якийсь час Ато розуміє що припустився фатальної помилки забравши душу не того Хьон Чхоля, але виправити все вже неможливо бо Йон Хва вже кремірувала тіло чоловіка. Янгол поспішає до іншого Хьон Чхоля але той вже сконав від тяжких травм, і його тіло готують до кремації. Не розуміючи майбутніх наслідків Ато імпульсивно вселяє душу кухара в тіло банкіра, і останній приходить до тями у морзі. На подив лікарів він не тільки повернувся з того світу але і всі його рани загоїлися. Після проходження тестів родині дозволяють відвідати його, але на зустрічі він наполягає що нікого з них не знає, і що він взагалі інша людина. Ніхто не вірить Хьон Чхолю, всі кажуть що це лише шок від аварії. Як йому далі жити в чужій родині, як переконати своїх рідних що це він коли вони бачать перед собою незнайомця? І як працювати в банку коли ти вмієш лиш смачно готувати?

## Акторський склад

### Головні ролі
- Кім Мьон Мін — у ролі Сон Хьон Чхоля (А)[3]. Банкір, суворий керівник каннамської філії банку Шинхва. Вимагає як від підлеглих так і від родини у всьому бути досконалими.
- Кім Хьон Джу[en] — у ролі Сон Хі Джін[4]. Дружина Хьон Чхоля (банкіра), нещасна у шлюбі через постійні зачіпки та докори на пустому місці від чоловіка. Таємно готовить папери на розлучення.
- Ла Мі Ран — у ролі Чо Йон Хви. Дружина Хьон Чхоля (кухара). Щаслива у шлюбі, після несподіваної смерті чоловіка переживає важкі часи. Змушена покинути улюблену справу та йти працювати страховим агентом.
- Ко Чхан Сок[en] — у ролі Сон Хьон Чхоля (Б). Люблячій чоловік, веселий талановитий кухар що отримує величезне задоволення займаючись улюбленою справою.
- Джозеф Лі — у ролі Гим Сон Му. Новий директор великого універсального магазину, консультантом в якому працює Хі Джін.

### Другорядні ролі

#### Люди навколо Сон Хьон Чхоля (А)
- Юн Сок Хва — у ролі Хван Гим Ньо[5]. Мати Хьон Чхоля яка надмірно пишається своїм успішним сином.
- Хван Бо Ра[en] — у ролі Сон Со Ран. Молодша сестра Хьон Чхоля.
- Со Дон Хьон — у ролі Сон Кан Хо. Старший син Хьон Чхоля.
- Кім Ха Ю — у ролі Сон Міхо. Донька Хьон Чхоля, у всьому намагається бути першою щоб задовольнити високим вимогам батька.
- Чхве Бьон Мо[en] — у ролі Хьо Дон Гу. Найкращий друг Хьон Чхоля, має прізвисько Дак Пуль[6].

#### Люди навколо Сон Хьон Чхоля (Б)
- Лі До Кьон — у ролі Сон Мо Дона. Батько Хьон Чхоля, удовець що мешкає разом з родиною сина.
- Кім Чон Ін — у ролі Ато[7]. Янгол який зробив фатальну помилку забравши життя не у того Хьон Чхоля.
- Кім Хван Хі — у ролі Со Чі Су. Єдина донька Хьон Чхоля, навчається в одній школі з Кан Хо.
- Чон Сок Хо[en] — у ролі Пак Дон Су[8]. Детектив, лейтенант поліції, береться за розслідування загадкової смерті Хьон Чхоля (Б).

#### Працівники банку Шинхва
- Юн Чі Хє[en] — у ролі Квак Хьо Джу. Заступник керівника філії, амбітна жінка яка хоче на багато більшого.
- Чон Сок Йон — у ролі Юк Пан У. Перший заступник керівника, на декілька років старший Хьон Чхоля тож його тяготить бути підлеглим.
- Чхве Сон Вон[en] — у ролі асистента менеджера Ха.
- Чон Хан Йон[en] — у ролі Кім Сан Джо. Президент банку Шинхва.

#### Спеціальна поява
- Кім Вон Хе[en] — у ролі працівника моргу (1,3 та 8 серії).
- Кім Су Ро[en] — у ролі священика (3 та 11 серії)
- Кім Че Йон — у ролі Мао. Янгол, має вигляд звичайного чоловіка.
- Кім Че Кьон[en] — інша личина Мао. Надзвичайно приваблива жінка.
- Юн Да Хун[en] — у ролі Со Мін Джуна. Психолог (8 серія).

## Рейтинги
- Найнижчі рейтинги позначені синім кольором, а найвищі — червоним кольором.

| Серія            | Прем'єра         | Назва серії                | Рейтинг        | Рейтинг      | Рейтинг        | Рейтинг     |
| Серія            | Прем'єра         | Назва серії                | TNmS Ratings   | TNmS Ratings | AGB Nielsen    | AGB Nielsen |
| Серія            | Прем'єра         | Назва серії                | По всій країні | Сеул         | По Всій країні | Сеул        |
| ---------------- | ---------------- | -------------------------- | -------------- | ------------ | -------------- | ----------- |
| 1                | 2 квітня 2018    | Дві родини                 | 7,2%           | 7,5%         | 8,2%           | 8,4%        |
| 2                | 3 квітня 2018    | Оренда тіла                | 7,4 %          | 7,8 %        | 9,2 %          | 9,6 %       |
| 3                | 9 квітня 2018    | Пробач…                    | 9,6 %          | 10 %         | 11,2 %         | 11,6 %      |
| 4                | 10 квітня 2018   | Ідентичність               | 9,6 %          | 9,8 %        | 10,9 %         | 11,1 %      |
| 5                | 16 квітня 2018   | Я, хто знищив мене         | 10,1 %         | 10,2 %       | 11,5 %         | 11,5 %      |
| 6                | 17 квітня 2018   | Допоможи мені              | 9,6 %          | 9,7 %        | 10,5 %         | 10,7 %      |
| 7                | 23 квітня 2018   | Бути самим собою           | 9,4 %          | 9,5 %        | 9,7 %          | 9,3 %       |
| 8                | 24 квітня 2018   | Тільки ці слова…           | 10,4 %         | 10,6 %       | 10,5 %         | 10,4 %      |
| 9                | 30 квітня 2018   | Точка неповернення         | 9,6 %          | 10,1 %       | 11,9 %         | 12,4 %      |
| 10               | 1 травня 2018    | Божий дар                  | 10,8 %         | 11,2 %       | 11,9 %         | 12,3 %      |
| 11               | 7 травня 2018    | Любовний трикутник         | 9,6 %          | 9,7 %        | 11,4 %         | 11,5 %      |
| 12               | 8 травня 2018    | Дружина мого чоловіка      | 10 %           | 10,1 %       | 11,5 %         | 11,4 %      |
| 13               | 14 травня 2018   | Якщо ти покинеш мене зараз | 9,2 %          | 9,3 %        | 10,8 %         | 10,4 %      |
| 14               | 15 травня 2018   | Він повертається!          | 9,3 %          | 9,4 %        | 10,9 %         | 10,8 %      |
| 15               | 21 травня 2018   | Він інша людина            | 9,7 %          | 9,8 %        | 10,4 %         | 10,3 %      |
| 16               | 22 травня 2018   | Курок істини               | 8,9 %          | 9 %          | 11,5 %         | 11,2 %      |
| 17               | 28 травня 2018   | Зміни долі                 | 11,6%          | 12,2%        | 12,6 %         | 13 %        |
| 18               | 29 травня 2018   | Диво, яке ми зустріли      | 11,4 %         | 11,8 %       | 13,1%          | 13,5%       |
| Середній рейтинг | Середній рейтинг |                            | 9,6%           | 9,9%         | 11%            | 11,1%       |
| Спеціальна серія | 26 березня 2018  | Н/Д                        | 3,3 %          | -            | 3,5 %          | -           |

## Нагороди
| Рік  | Нагорода               | Категорія                                                 | Отримувач                 | Результат | Примітки |
| ---- | ---------------------- | --------------------------------------------------------- | ------------------------- | --------- | -------- |
| 2018 | 32-га Премія KBS драма | Головний приз (Daesang)                                   | Кім Мьон Мін              | Перемога  | [ 10 ]   |
| 2018 | 32-га Премія KBS драма | Нагорода за майстерність (акторка середньотривалої драми) | Ла Мі Ран                 | Перемога  | [ 10 ]   |
| 2018 | 32-га Премія KBS драма | Краща юна акторка                                         | Кім Хван Хі               | Перемога  | [ 10 ]   |
| 2018 | 32-га Премія KBS драма | Netizen нагорода                                          | Кім Мьон Мін              | Перемога  | [ 10 ]   |
| 2018 | 32-га Премія KBS драма | Краща пара                                                | Кім Мьон Мін та Ла Мі Ран | Перемога  | [ 10 ]   |